# Tour de Valònia 2023
El Tour de Valònia 2023, 50a edició del Tour de Valònia, es disputà entre el 22 i el 26 de juliol de 2023 sobre un recorregut de 786,3 km distribuïts en cinc etapes. La cursa formava part del calendari de l'UCI ProSeries 2023, amb una categoria 2.Pro.
El vencedor de la classificació general fou l'italià Filippo Ganna (Ineos Grenadiers). L'acompanyaren al podi Joshua Tarling (Ineos Grenadiers) i Brent Van Moer (Lotto Dstny). Timo Kielich (Alpecin-Deceuninck) guanyà la classificació per punts, Johan Meens (Bingoal WB) la de la muntanya, Brent Van Moer (Lotto Dstny) la classificació dels esprints i Joshua Tarling (Ineos Grenadiers) la dels joves. L'Ineos Grenadiers fou el millor equip.

## Equips
L'organització convidà a prendre part en la cursa a disset equips, nou UCI WorldTeam, cinc ProTeams i tres equips continentals:
| WorldTeams (9)- AG2R Citroën Team - Alpecin-Deceuninck - Cofidis - Groupama-FDJ - Ineos Grenadiers - Intermarché-Circus-Wanty - Lidl-Trek - Soudal Quick-Step - Arkéa-Samsic ProTeams (5)- Bingoal WB - Israel-Premier Tech - Lotto Dstny - Team Flanders-Baloise - Uno-X Pro Cycling Team Equips continentals (3)- Baloise Trek Lions - Matériel-vélo.com - Tarteletto-Isorex |
| |

## Etapes
| Etapa    | Data      | Ciutats d'etapa            | type                      | Distància (km) | Desnivell (m) | Vencedor de l'etapa | Líder de la general |
| -------- | --------- | -------------------------- | ------------------------- | -------------- | ------------- | ------------------- | ------------------- |
| 1a etapa | 22 de jul | Huy – Hamoir               | etapa accidentada         | 189,6          | 2.666 m       | Filippo Ganna       | Filippo Ganna       |
| 2a etapa | 23 de jul | Saint-Ghislain – Walcourt  | etapa plana               | 179,7          | 2.337 m       | Arnaud De Lie       | Arnaud De Lie       |
| 3a etapa | 24 de jul | Thuin – Mont-Saint-Guibert | etapa plana               | 186,8          | 2.139 m       | Timo Kielich        | Timo Kielich        |
| 4a etapa | 25 de jul | Mons – Mons                | contrarellotge individual | 32,7           | 280 m         | Filippo Ganna       | Filippo Ganna       |
| 5a etapa | 26 de jul | Banneux – Aubel            | etapa accidentada         | 197,5          | 3.326 m       | Andrea Bagioli      | Filippo Ganna       |

### 1a etapa
| \| Classificació de l'etapa \| Classificació de l'etapa \| Classificació de l'etapa \| Classificació de l'etapa \| Classificació de l'etapa \| \| Corredor \| Corredor \| Equip \| Temps \| \| \| ------------------------ \| ------------------------ \| ------------------------ \| ------------------------ \| ------------------------ \| \| 1r \| Filippo Ganna \| Ineos Grenadiers \| 4h 39' 37" \| \| \| 2n \| Davide Ballerini \| Soudal Quick-Step \| + 0" \| \| \| 3r \| Arne Marit \| Intermarché-Circus-Wanty \| + 0" \| \| \| 4t \| Elia Viviani \| Ineos Grenadiers \| + 0" \| \| \| 5è \| Robert Stannard \| Alpecin-Deceuninck \| + 0" \| \| \| 6è \| Edward Theuns \| Lidl-Trek \| + 0" \| \| \| 7è \| Timo Kielich \| Alpecin-Deceuninck \| + 0" \| \| \| 8è \| Tom Van Asbroeck \| Israel-Premier Tech \| + 0" \| \| \| 9è \| Clément Venturini \| AG2R Citroën Team \| + 0" \| \| \| 10è \| Giacomo Nizzolo \| Israel-Premier Tech \| + 0" \| \| |                   |                          |            |
| |                   |                          |            |
| Font: ProCyclingStats |                   |                          |            |
| Classificació de l'etapa |                   |                          |            |
| Corredor | Corredor          | Equip                    | Temps      |
| 1r | Filippo Ganna     | Ineos Grenadiers         | 4h 39' 37" |
| 2n | Davide Ballerini  | Soudal Quick-Step        | + 0"       |
| 3r | Arne Marit        | Intermarché-Circus-Wanty | + 0"       |
| 4t | Elia Viviani      | Ineos Grenadiers         | + 0"       |
| 5è | Robert Stannard   | Alpecin-Deceuninck       | + 0"       |
| 6è | Edward Theuns     | Lidl-Trek                | + 0"       |
| 7è | Timo Kielich      | Alpecin-Deceuninck       | + 0"       |
| 8è | Tom Van Asbroeck  | Israel-Premier Tech      | + 0"       |
| 9è | Clément Venturini | AG2R Citroën Team        | + 0"       |
| 10è | Giacomo Nizzolo   | Israel-Premier Tech      | + 0"       |

| \| Classificació general \| Classificació general \| Classificació general \| Classificació general \| Classificació general \| \| Corredor \| Corredor \| Equip \| Temps \| \| \| --------------------- \| --------------------- \| ------------------------ \| --------------------- \| --------------------- \| \| 1r \| Filippo Ganna \| Ineos Grenadiers \| 4h 39' 37" \| \| \| 2n \| Davide Ballerini \| Soudal Quick-Step \| + 4" \| \| \| 3r \| Arne Marit \| Intermarché-Circus-Wanty \| + 6" \| \| \| 4t \| Loïc Vliegen \| Intermarché-Circus-Wanty \| + 7" \| \| \| 5è \| Mathias Vacek \| Lidl-Trek \| + 8" \| \| \| 6è \| Ewen Costiou \| Arkéa-Samsic \| + 9" \| \| \| 7è \| Elia Viviani \| Ineos Grenadiers \| + 10" \| \| \| 8è \| Robert Stannard \| Alpecin-Deceuninck \| + 10" \| \| \| 9è \| Edward Theuns \| Lidl-Trek \| + 10" \| \| \| 10è \| Timo Kielich \| Alpecin-Deceuninck \| + 10" \| \| |                  |                          |            |
| |                  |                          |            |
| Font: ProCyclingStats |                  |                          |            |
| Classificació general |                  |                          |            |
| Corredor | Corredor         | Equip                    | Temps      |
| 1r | Filippo Ganna    | Ineos Grenadiers         | 4h 39' 37" |
| 2n | Davide Ballerini | Soudal Quick-Step        | + 4"       |
| 3r | Arne Marit       | Intermarché-Circus-Wanty | + 6"       |
| 4t | Loïc Vliegen     | Intermarché-Circus-Wanty | + 7"       |
| 5è | Mathias Vacek    | Lidl-Trek                | + 8"       |
| 6è | Ewen Costiou     | Arkéa-Samsic             | + 9"       |
| 7è | Elia Viviani     | Ineos Grenadiers         | + 10"      |
| 8è | Robert Stannard  | Alpecin-Deceuninck       | + 10"      |
| 9è | Edward Theuns    | Lidl-Trek                | + 10"      |
| 10è | Timo Kielich     | Alpecin-Deceuninck       | + 10"      |

### 2a etapa
| \| Classificació de l'etapa \| Classificació de l'etapa \| Classificació de l'etapa \| Classificació de l'etapa \| Classificació de l'etapa \| \| Corredor \| Corredor \| Equip \| Temps \| \| \| ------------------------ \| ------------------------ \| ------------------------ \| ------------------------ \| ------------------------ \| \| 1r \| Arnaud De Lie \| Lotto Dstny \| 4h 15' 30" \| \| \| 2n \| Thibau Nys \| Lidl-Trek \| + 0" \| \| \| 3r \| Timo Kielich \| Alpecin-Deceuninck \| + 0" \| \| \| 4t \| Elia Viviani \| Ineos Grenadiers \| + 0" \| \| \| 5è \| Davide Ballerini \| Soudal Quick-Step \| + 0" \| \| \| 6è \| Stefano Oldani \| Alpecin-Deceuninck \| + 0" \| \| \| 7è \| Robert Stannard \| Alpecin-Deceuninck \| + 0" \| \| \| 8è \| Edward Theuns \| Lidl-Trek \| + 0" \| \| \| 9è \| Kenneth Van Rooy \| Bingoal WB \| + 0" \| \| \| 10è \| Marco Tizza \| Bingoal WB \| + 0" \| \| |                  |                    |            |
| |                  |                    |            |
| Font: ProCyclingStats |                  |                    |            |
| Classificació de l'etapa |                  |                    |            |
| Corredor | Corredor         | Equip              | Temps      |
| 1r | Arnaud De Lie    | Lotto Dstny        | 4h 15' 30" |
| 2n | Thibau Nys       | Lidl-Trek          | + 0"       |
| 3r | Timo Kielich     | Alpecin-Deceuninck | + 0"       |
| 4t | Elia Viviani     | Ineos Grenadiers   | + 0"       |
| 5è | Davide Ballerini | Soudal Quick-Step  | + 0"       |
| 6è | Stefano Oldani   | Alpecin-Deceuninck | + 0"       |
| 7è | Robert Stannard  | Alpecin-Deceuninck | + 0"       |
| 8è | Edward Theuns    | Lidl-Trek          | + 0"       |
| 9è | Kenneth Van Rooy | Bingoal WB         | + 0"       |
| 10è | Marco Tizza      | Bingoal WB         | + 0"       |

| \| Classificació general \| Classificació general \| Classificació general \| Classificació general \| Classificació general \| \| Corredor \| Corredor \| Equip \| Temps \| \| \| --------------------- \| --------------------- \| ------------------------ \| --------------------- \| --------------------- \| \| 1r \| Arnaud De Lie \| Lotto Dstny \| 8h 55' 07" \| \| \| 2n \| Filippo Ganna \| Ineos Grenadiers \| + 0" \| \| \| 3r \| Davide Ballerini \| Soudal Quick-Step \| + 4" \| \| \| 4t \| Sander De Pestel \| Team Flanders-Baloise \| + 4" \| \| \| 5è \| Thibau Nys \| Lidl-Trek \| + 4" \| \| \| 6è \| Mathias Vacek \| Lidl-Trek \| + 5" \| \| \| 7è \| Arne Marit \| Intermarché-Circus-Wanty \| + 6" \| \| \| 8è \| Timo Kielich \| Alpecin-Deceuninck \| + 6" \| \| \| 9è \| Laurenz Rex \| Intermarché-Circus-Wanty \| + 7" \| \| \| 10è \| Loïc Vliegen \| Intermarché-Circus-Wanty \| + 7" \| \| |                  |                          |            |
| |                  |                          |            |
| Font: ProCyclingStats |                  |                          |            |
| Classificació general |                  |                          |            |
| Corredor | Corredor         | Equip                    | Temps      |
| 1r | Arnaud De Lie    | Lotto Dstny              | 8h 55' 07" |
| 2n | Filippo Ganna    | Ineos Grenadiers         | + 0"       |
| 3r | Davide Ballerini | Soudal Quick-Step        | + 4"       |
| 4t | Sander De Pestel | Team Flanders-Baloise    | + 4"       |
| 5è | Thibau Nys       | Lidl-Trek                | + 4"       |
| 6è | Mathias Vacek    | Lidl-Trek                | + 5"       |
| 7è | Arne Marit       | Intermarché-Circus-Wanty | + 6"       |
| 8è | Timo Kielich     | Alpecin-Deceuninck       | + 6"       |
| 9è | Laurenz Rex      | Intermarché-Circus-Wanty | + 7"       |
| 10è | Loïc Vliegen     | Intermarché-Circus-Wanty | + 7"       |

### 3a etapa
| \| Classificació de l'etapa \| Classificació de l'etapa \| Classificació de l'etapa \| Classificació de l'etapa \| Classificació de l'etapa \| \| Corredor \| Corredor \| Equip \| Temps \| \| \| ------------------------ \| ------------------------ \| ------------------------ \| ------------------------ \| ------------------------ \| \| 1r \| Timo Kielich \| Alpecin-Deceuninck \| 4h 28' 57" \| \| \| 2n \| Florian Sénéchal \| Soudal Quick-Step \| + 0" \| \| \| 3r \| Simone Consonni \| Cofidis \| + 0" \| \| \| 4t \| Arnaud De Lie \| Lotto Dstny \| + 0" \| \| \| 5è \| Jake Stewart \| Groupama-FDJ \| + 0" \| \| \| 6è \| Paul Lapeira \| AG2R Citroën Team \| + 0" \| \| \| 7è \| Marco Tizza \| Bingoal WB \| + 0" \| \| \| 8è \| Stan Van Tricht \| Soudal Quick-Step \| + 0" \| \| \| 9è \| Lorenzo Rota \| Intermarché-Circus-Wanty \| + 0" \| \| \| 10è \| Filippo Baroncini \| Lidl-Trek \| + 0" \| \| |                   |                          |            |
| |                   |                          |            |
| Font: ProCyclingStats |                   |                          |            |
| Classificació de l'etapa |                   |                          |            |
| Corredor | Corredor          | Equip                    | Temps      |
| 1r | Timo Kielich      | Alpecin-Deceuninck       | 4h 28' 57" |
| 2n | Florian Sénéchal  | Soudal Quick-Step        | + 0"       |
| 3r | Simone Consonni   | Cofidis                  | + 0"       |
| 4t | Arnaud De Lie     | Lotto Dstny              | + 0"       |
| 5è | Jake Stewart      | Groupama-FDJ             | + 0"       |
| 6è | Paul Lapeira      | AG2R Citroën Team        | + 0"       |
| 7è | Marco Tizza       | Bingoal WB               | + 0"       |
| 8è | Stan Van Tricht   | Soudal Quick-Step        | + 0"       |
| 9è | Lorenzo Rota      | Intermarché-Circus-Wanty | + 0"       |
| 10è | Filippo Baroncini | Lidl-Trek                | + 0"       |

| \| Classificació general \| Classificació general \| Classificació general \| Classificació general \| Classificació general \| \| Corredor \| Corredor \| Equip \| Temps \| \| \| --------------------- \| --------------------- \| ------------------------ \| --------------------- \| --------------------- \| \| 1r \| Timo Kielich \| Alpecin-Deceuninck \| 13h 23' 59" \| \| \| 2n \| Arnaud De Lie \| Lotto Dstny \| + 4" \| \| \| 3r \| Filippo Ganna \| Ineos Grenadiers \| + 4" \| \| \| 4t \| Davide Ballerini \| Soudal Quick-Step \| + 8" \| \| \| 5è \| Thibau Nys \| Lidl-Trek \| + 8" \| \| \| 6è \| Florian Sénéchal \| Soudal Quick-Step \| + 8" \| \| \| 7è \| Sander De Pestel \| Team Flanders-Baloise \| + 8" \| \| \| 8è \| Simone Consonni \| Cofidis \| + 10" \| \| \| 9è \| Arne Marit \| Intermarché-Circus-Wanty \| + 10" \| \| \| 10è \| Brent Van Moer \| Lotto Dstny \| + 11" \| \| |                  |                          |             |
| |                  |                          |             |
| Font: ProCyclingStats |                  |                          |             |
| Classificació general |                  |                          |             |
| Corredor | Corredor         | Equip                    | Temps       |
| 1r | Timo Kielich     | Alpecin-Deceuninck       | 13h 23' 59" |
| 2n | Arnaud De Lie    | Lotto Dstny              | + 4"        |
| 3r | Filippo Ganna    | Ineos Grenadiers         | + 4"        |
| 4t | Davide Ballerini | Soudal Quick-Step        | + 8"        |
| 5è | Thibau Nys       | Lidl-Trek                | + 8"        |
| 6è | Florian Sénéchal | Soudal Quick-Step        | + 8"        |
| 7è | Sander De Pestel | Team Flanders-Baloise    | + 8"        |
| 8è | Simone Consonni  | Cofidis                  | + 10"       |
| 9è | Arne Marit       | Intermarché-Circus-Wanty | + 10"       |
| 10è | Brent Van Moer   | Lotto Dstny              | + 11"       |

### 4a etapa
| \| Classificació de l'etapa \| Classificació de l'etapa \| Classificació de l'etapa \| Classificació de l'etapa \| Classificació de l'etapa \| \| Corredor \| Corredor \| Equip \| Temps \| \| \| ------------------------ \| ------------------------ \| ------------------------ \| ------------------------ \| ------------------------ \| \| 1r \| Filippo Ganna \| Ineos Grenadiers \| 38' 01" \| \| \| 2n \| Joshua Tarling \| Ineos Grenadiers \| + 8" \| \| \| 3r \| Connor Swift \| Ineos Grenadiers \| + 30" \| \| \| 4t \| Brent Van Moer \| Lotto Dstny \| + 36" \| \| \| 5è \| Daan Hoole \| Lidl-Trek \| + 50" \| \| \| 6è \| Bruno Armirail \| Groupama-FDJ \| + 1' 00" \| \| \| 7è \| Xandro Meurisse \| Alpecin-Deceuninck \| + 1' 24" \| \| \| 8è \| Jannik Steimle \| Soudal Quick-Step \| + 1' 29" \| \| \| 9è \| Thibault Guernalec \| Arkéa-Samsic \| + 1' 34" \| \| \| 10è \| Pierre-Luc Périchon \| Cofidis \| + 1' 36" \| \| |                     |                    |          |
| |                     |                    |          |
| Font: ProCyclingStats |                     |                    |          |
| Classificació de l'etapa |                     |                    |          |
| Corredor | Corredor            | Equip              | Temps    |
| 1r | Filippo Ganna       | Ineos Grenadiers   | 38' 01"  |
| 2n | Joshua Tarling      | Ineos Grenadiers   | + 8"     |
| 3r | Connor Swift        | Ineos Grenadiers   | + 30"    |
| 4t | Brent Van Moer      | Lotto Dstny        | + 36"    |
| 5è | Daan Hoole          | Lidl-Trek          | + 50"    |
| 6è | Bruno Armirail      | Groupama-FDJ       | + 1' 00" |
| 7è | Xandro Meurisse     | Alpecin-Deceuninck | + 1' 24" |
| 8è | Jannik Steimle      | Soudal Quick-Step  | + 1' 29" |
| 9è | Thibault Guernalec  | Arkéa-Samsic       | + 1' 34" |
| 10è | Pierre-Luc Périchon | Cofidis            | + 1' 36" |

| \| Classificació general \| Classificació general \| Classificació general \| Classificació general \| Classificació general \| \| Corredor \| Corredor \| Equip \| Temps \| \| \| --------------------- \| --------------------- \| ---------------------- \| --------------------- \| --------------------- \| \| 1r \| Filippo Ganna \| Ineos Grenadiers \| 14h 02' 04" \| \| \| 2n \| Joshua Tarling \| Ineos Grenadiers \| + 18" \| \| \| 3r \| Connor Swift \| Ineos Grenadiers \| + 40" \| \| \| 4t \| Brent Van Moer \| Lotto Dstny \| + 43" \| \| \| 5è \| Xandro Meurisse \| Alpecin-Deceuninck \| + 1' 34" \| \| \| 6è \| Thibault Guernalec \| Arkéa-Samsic \| + 1' 44" \| \| \| 7è \| Pierre-Luc Périchon \| Cofidis \| + 1' 46" \| \| \| 8è \| Bauke Mollema \| Lidl-Trek \| + 2' 01" \| \| \| 9è \| Filippo Baroncini \| Lidl-Trek \| + 2' 02" \| \| \| 10è \| Niklas Larsen \| Uno-X Pro Cycling Team \| + 2' 10" \| \| |                     |                        |             |
| |                     |                        |             |
| Font: ProCyclingStats |                     |                        |             |
| Classificació general |                     |                        |             |
| Corredor | Corredor            | Equip                  | Temps       |
| 1r | Filippo Ganna       | Ineos Grenadiers       | 14h 02' 04" |
| 2n | Joshua Tarling      | Ineos Grenadiers       | + 18"       |
| 3r | Connor Swift        | Ineos Grenadiers       | + 40"       |
| 4t | Brent Van Moer      | Lotto Dstny            | + 43"       |
| 5è | Xandro Meurisse     | Alpecin-Deceuninck     | + 1' 34"    |
| 6è | Thibault Guernalec  | Arkéa-Samsic           | + 1' 44"    |
| 7è | Pierre-Luc Périchon | Cofidis                | + 1' 46"    |
| 8è | Bauke Mollema       | Lidl-Trek              | + 2' 01"    |
| 9è | Filippo Baroncini   | Lidl-Trek              | + 2' 02"    |
| 10è | Niklas Larsen       | Uno-X Pro Cycling Team | + 2' 10"    |

### 5a etapa
| \| Classificació de l'etapa \| Classificació de l'etapa \| Classificació de l'etapa \| Classificació de l'etapa \| Classificació de l'etapa \| \| Corredor \| Corredor \| Equip \| Temps \| \| \| ------------------------ \| ------------------------ \| ------------------------ \| ------------------------ \| ------------------------ \| \| 1r \| Andrea Bagioli \| Soudal Quick-Step \| 5h 06' 11" \| \| \| 2n \| Stephen Williams \| Israel-Premier Tech \| + 0" \| \| \| 3r \| Arnaud De Lie \| Lotto Dstny \| + 0" \| \| \| 4t \| Timo Kielich \| Alpecin-Deceuninck \| + 0" \| \| \| 5è \| Jake Stewart \| Groupama-FDJ \| + 0" \| \| \| 6è \| Mathis Le Berre \| Arkéa-Samsic \| + 0" \| \| \| 7è \| Thibau Nys \| Lidl-Trek \| + 0" \| \| \| 8è \| Clément Venturini \| AG2R Citroën Team \| + 0" \| \| \| 9è \| Kenneth Van Rooy \| Bingoal WB \| + 0" \| \| \| 10è \| Stefano Oldani \| Alpecin-Deceuninck \| + 0" \| \| |                   |                     |            |
| |                   |                     |            |
| Font: ProCyclingStats |                   |                     |            |
| Classificació de l'etapa |                   |                     |            |
| Corredor | Corredor          | Equip               | Temps      |
| 1r | Andrea Bagioli    | Soudal Quick-Step   | 5h 06' 11" |
| 2n | Stephen Williams  | Israel-Premier Tech | + 0"       |
| 3r | Arnaud De Lie     | Lotto Dstny         | + 0"       |
| 4t | Timo Kielich      | Alpecin-Deceuninck  | + 0"       |
| 5è | Jake Stewart      | Groupama-FDJ        | + 0"       |
| 6è | Mathis Le Berre   | Arkéa-Samsic        | + 0"       |
| 7è | Thibau Nys        | Lidl-Trek           | + 0"       |
| 8è | Clément Venturini | AG2R Citroën Team   | + 0"       |
| 9è | Kenneth Van Rooy  | Bingoal WB          | + 0"       |
| 10è | Stefano Oldani    | Alpecin-Deceuninck  | + 0"       |

## Classificacions finals

### Classificació general
| \| Classificació general \| Classificació general \| Classificació general \| Classificació general \| Classificació general \| \| Corredor \| Corredor \| Equip \| Temps \| \| \| --------------------- \| --------------------- \| --------------------- \| --------------------- \| --------------------- \| \| 1r \| Filippo Ganna \| Ineos Grenadiers \| 19h 08' 14" \| \| \| 2n \| Joshua Tarling \| Ineos Grenadiers \| + 18" \| \| \| 3r \| Brent Van Moer \| Lotto Dstny \| + 40" \| \| \| 4t \| Connor Swift \| Ineos Grenadiers \| + 40" \| \| \| 5è \| Xandro Meurisse \| Alpecin-Deceuninck \| + 1' 34" \| \| \| 6è \| Thibault Guernalec \| Arkéa-Samsic \| + 1' 44" \| \| \| 7è \| Pierre-Luc Périchon \| Cofidis \| + 1' 46" \| \| \| 8è \| Bauke Mollema \| Lidl-Trek \| + 2' 01" \| \| \| 9è \| Filippo Baroncini \| Lidl-Trek \| + 2' 02" \| \| \| 10è \| Mauro Schmid \| Soudal Quick-Step \| + 2' 08" \| \| |                     |                    |             |
| |                     |                    |             |
| Font: ProCyclingStats |                     |                    |             |
| Classificació general |                     |                    |             |
| Corredor | Corredor            | Equip              | Temps       |
| 1r | Filippo Ganna       | Ineos Grenadiers   | 19h 08' 14" |
| 2n | Joshua Tarling      | Ineos Grenadiers   | + 18"       |
| 3r | Brent Van Moer      | Lotto Dstny        | + 40"       |
| 4t | Connor Swift        | Ineos Grenadiers   | + 40"       |
| 5è | Xandro Meurisse     | Alpecin-Deceuninck | + 1' 34"    |
| 6è | Thibault Guernalec  | Arkéa-Samsic       | + 1' 44"    |
| 7è | Pierre-Luc Périchon | Cofidis            | + 1' 46"    |
| 8è | Bauke Mollema       | Lidl-Trek          | + 2' 01"    |
| 9è | Filippo Baroncini   | Lidl-Trek          | + 2' 02"    |
| 10è | Mauro Schmid        | Soudal Quick-Step  | + 2' 08"    |

### Classificacions secundàries
| Classificació per punts | Classificació per punts | Classificació per punts | Classificació per punts | Classificació per punts |
| Corredor                | Corredor                | Equip                   | Punts                   |                         |
| ----------------------- | ----------------------- | ----------------------- | ----------------------- | ----------------------- |
| 1r                      | Timo Kielich            | Alpecin-Deceuninck      | 54 pts                  |                         |
| 2n                      | Filippo Ganna           | Ineos Grenadiers        | 50 pts                  |                         |
| 3r                      | Arnaud De Lie           | Lotto Dstny             | 50 pts                  |                         |
| 4t                      | Andrea Bagioli          | Soudal Quick-Step       | 25 pts                  |                         |
| 5è                      | Thibau Nys              | Lidl-Trek               | 24 pts                  |                         |
| 6è                      | Joshua Tarling          | Ineos Grenadiers        | 20 pts                  |                         |
| 7è                      | Florian Sénéchal        | Soudal Quick-Step       | 20 pts                  |                         |
| 8è                      | Stephen Williams        | Israel-Premier Tech     | 20 pts                  |                         |
| 9è                      | Jake Stewart            | Groupama-FDJ            | 16 pts                  |                         |
| 10è                     | Connor Swift            | Ineos Grenadiers        | 15 pts                  |                         |

| Classificació per punts | Classificació per punts | Classificació per punts | Classificació per punts | Classificació per punts |
| Corredor                | Corredor                | Equip                   | Punts                   |                         |
| ----------------------- | ----------------------- | ----------------------- | ----------------------- | ----------------------- |
| 1r                      | Timo Kielich            | Alpecin-Deceuninck      | 54 pts                  |                         |
| 2n                      | Filippo Ganna           | Ineos Grenadiers        | 50 pts                  |                         |
| 3r                      | Arnaud De Lie           | Lotto Dstny             | 50 pts                  |                         |
| 4t                      | Andrea Bagioli          | Soudal Quick-Step       | 25 pts                  |                         |
| 5è                      | Thibau Nys              | Lidl-Trek               | 24 pts                  |                         |
| 6è                      | Joshua Tarling          | Ineos Grenadiers        | 20 pts                  |                         |
| 7è                      | Florian Sénéchal        | Soudal Quick-Step       | 20 pts                  |                         |
| 8è                      | Stephen Williams        | Israel-Premier Tech     | 20 pts                  |                         |
| 9è                      | Jake Stewart            | Groupama-FDJ            | 16 pts                  |                         |
| 10è                     | Connor Swift            | Ineos Grenadiers        | 15 pts                  |                         |

| Classificació de la muntanya | Classificació de la muntanya | Classificació de la muntanya | Classificació de la muntanya | Classificació de la muntanya |
| Corredor                     | Corredor                     | Equip                        | Punts                        |                              |
| ---------------------------- | ---------------------------- | ---------------------------- | ---------------------------- | ---------------------------- |
| 1r                           | Johan Meens                  | Bingoal WB                   | 64 pts                       |                              |
| 2n                           | Ceriel Desal                 | Bingoal WB                   | 46 pts                       |                              |
| 3r                           | Mauro Schmid                 | Soudal Quick-Step            | 38 pts                       |                              |
| 4t                           | Mauri Vansevenant            | Soudal Quick-Step            | 28 pts                       |                              |
| 5è                           | Dries De Bondt               | Alpecin-Deceuninck           | 28 pts                       |                              |
| 6è                           | Bruno Armirail               | Groupama-FDJ                 | 16 pts                       |                              |
| 7è                           | Sander De Pestel             | Team Flanders-Baloise        | 10 pts                       |                              |
| 8è                           | Amanuel Gebrezgabihier       | Lidl-Trek                    | 6 pts                        |                              |
| 9è                           | Joris Nieuwenhuis            | Baloise Trek Lions           | 4 pts                        |                              |
| 10è                          | Pim Ronhaar                  | Baloise Trek Lions           | 2 pts                        |                              |

| Classificació de la muntanya | Classificació de la muntanya | Classificació de la muntanya | Classificació de la muntanya | Classificació de la muntanya |
| Corredor                     | Corredor                     | Equip                        | Punts                        |                              |
| ---------------------------- | ---------------------------- | ---------------------------- | ---------------------------- | ---------------------------- |
| 1r                           | Johan Meens                  | Bingoal WB                   | 64 pts                       |                              |
| 2n                           | Ceriel Desal                 | Bingoal WB                   | 46 pts                       |                              |
| 3r                           | Mauro Schmid                 | Soudal Quick-Step            | 38 pts                       |                              |
| 4t                           | Mauri Vansevenant            | Soudal Quick-Step            | 28 pts                       |                              |
| 5è                           | Dries De Bondt               | Alpecin-Deceuninck           | 28 pts                       |                              |
| 6è                           | Bruno Armirail               | Groupama-FDJ                 | 16 pts                       |                              |
| 7è                           | Sander De Pestel             | Team Flanders-Baloise        | 10 pts                       |                              |
| 8è                           | Amanuel Gebrezgabihier       | Lidl-Trek                    | 6 pts                        |                              |
| 9è                           | Joris Nieuwenhuis            | Baloise Trek Lions           | 4 pts                        |                              |
| 10è                          | Pim Ronhaar                  | Baloise Trek Lions           | 2 pts                        |                              |

| Classificació del millor jove | Classificació del millor jove | Classificació del millor jove | Classificació del millor jove | Classificació del millor jove |
| Corredor                      | Corredor                      | Equip                         | Temps                         |                               |
| ----------------------------- | ----------------------------- | ----------------------------- | ----------------------------- | ----------------------------- |
| 1r                            | Joshua Tarling                | Ineos Grenadiers              | 19h 08' 32"                   |                               |
| 2n                            | Filippo Baroncini             | Lidl-Trek                     | + 1' 44"                      |                               |
| 3r                            | Mauro Schmid                  | Soudal Quick-Step             | + 1' 50"                      |                               |
| 4t                            | Paul Lapeira                  | AG2R Citroën Team             | + 2' 12"                      |                               |
| 5è                            | Jenno Berckmoes               | Team Flanders-Baloise         | + 2' 38"                      |                               |
| 6è                            | Timo Kielich                  | Alpecin-Deceuninck            | + 2' 57"                      |                               |
| 7è                            | Enzo Paleni                   | Groupama-FDJ                  | + 2' 57"                      |                               |
| 8è                            | Arnaud De Lie                 | Lotto Dstny                   | + 2' 58"                      |                               |
| 9è                            | Jake Stewart                  | Groupama-FDJ                  | + 3' 26"                      |                               |
| 10è                           | Mathis Le Berre               | Arkéa-Samsic                  | + 3' 59"                      |                               |

| Classificació del millor jove | Classificació del millor jove | Classificació del millor jove | Classificació del millor jove | Classificació del millor jove |
| Corredor                      | Corredor                      | Equip                         | Temps                         |                               |
| ----------------------------- | ----------------------------- | ----------------------------- | ----------------------------- | ----------------------------- |
| 1r                            | Joshua Tarling                | Ineos Grenadiers              | 19h 08' 32"                   |                               |
| 2n                            | Filippo Baroncini             | Lidl-Trek                     | + 1' 44"                      |                               |
| 3r                            | Mauro Schmid                  | Soudal Quick-Step             | + 1' 50"                      |                               |
| 4t                            | Paul Lapeira                  | AG2R Citroën Team             | + 2' 12"                      |                               |
| 5è                            | Jenno Berckmoes               | Team Flanders-Baloise         | + 2' 38"                      |                               |
| 6è                            | Timo Kielich                  | Alpecin-Deceuninck            | + 2' 57"                      |                               |
| 7è                            | Enzo Paleni                   | Groupama-FDJ                  | + 2' 57"                      |                               |
| 8è                            | Arnaud De Lie                 | Lotto Dstny                   | + 2' 58"                      |                               |
| 9è                            | Jake Stewart                  | Groupama-FDJ                  | + 3' 26"                      |                               |
| 10è                           | Mathis Le Berre               | Arkéa-Samsic                  | + 3' 59"                      |                               |

| Classificació per equips | Classificació per equips | Classificació per equips | Classificació per equips |
| Equip                    | Equip                    | Temps                    |                          |
| ------------------------ | ------------------------ | ------------------------ | ------------------------ |
| 1r                       | Ineos Grenadiers         | 57h 25' 50"              |                          |
| 2n                       | Lidl-Trek                | + 3' 55"                 |                          |
| 3r                       | Soudal Quick-Step        | + 4' 44"                 |                          |
| 4t                       | Alpecin-Deceuninck       | + 5' 59"                 |                          |
| 5è                       | Lotto Dstny              | + 6' 30"                 |                          |
| 6è                       | Intermarché-Circus-Wanty | + 6' 45"                 |                          |
| 7è                       | Groupama-FDJ             | + 7' 09"                 |                          |
| 8è                       | AG2R Citroën Team        | + 7' 32"                 |                          |
| 9è                       | Cofidis                  | + 8' 16"                 |                          |
| 10è                      | Israel-Premier Tech      | + 8' 41"                 |                          |

| Classificació per equips | Classificació per equips | Classificació per equips | Classificació per equips |
| Equip                    | Equip                    | Temps                    |                          |
| ------------------------ | ------------------------ | ------------------------ | ------------------------ |
| 1r                       | Ineos Grenadiers         | 57h 25' 50"              |                          |
| 2n                       | Lidl-Trek                | + 3' 55"                 |                          |
| 3r                       | Soudal Quick-Step        | + 4' 44"                 |                          |
| 4t                       | Alpecin-Deceuninck       | + 5' 59"                 |                          |
| 5è                       | Lotto Dstny              | + 6' 30"                 |                          |
| 6è                       | Intermarché-Circus-Wanty | + 6' 45"                 |                          |
| 7è                       | Groupama-FDJ             | + 7' 09"                 |                          |
| 8è                       | AG2R Citroën Team        | + 7' 32"                 |                          |
| 9è                       | Cofidis                  | + 8' 16"                 |                          |
| 10è                      | Israel-Premier Tech      | + 8' 41"                 |                          |

## Evolució de les classificacions
| Etapa                  | Vencedor               | Classificació general | Classificació per punts | Classificació de la muntanya | Classificació dels esprints intermedis | Classificació dels joves | Classificació per equips |
| ---------------------- | ---------------------- | --------------------- | ----------------------- | ---------------------------- | -------------------------------------- | ------------------------ | ------------------------ |
| 1                      | Filippo Ganna          | Filippo Ganna         | Filippo Ganna           | Johan Meens                  | Alex Colman                            | Mathias Vacek            | Alpecin-Deceuninck       |
| 2                      | Arnaud De Lie          | Arnaud De Lie         | Davide Ballerini        | Johan Meens                  | Sander De Pestel                       | Arnaud De Lie            | Alpecin-Deceuninck       |
| 3                      | Timo Kielich           | Timo Kielich          | Timo Kielich            | Johan Meens                  | Alex Colman                            | Timo Kielich             | Alpecin-Deceuninck       |
| 4                      | Filippo Ganna          | Filippo Ganna         | Filippo Ganna           | Johan Meens                  | Alex Colman                            | Joshua Tarling           | Ineos Grenadiers         |
| 5                      | Andrea Bagioli         | Filippo Ganna         | Timo Kielich            | Johan Meens                  | Brent Van Moer                         | Joshua Tarling           | Ineos Grenadiers         |
| Classificacions finals | Classificacions finals | Filippo Ganna         | Timo Kielich            | Johan Meens                  | Brent Van Moer                         | Joshua Tarling           | Ineos Grenadiers         |

## Llista de participants
| Alpecin-Deceuninck ADC | Alpecin-Deceuninck ADC  | Alpecin-Deceuninck ADC |
| ---------------------- | ----------------------- | ---------------------- |
| Núm                    | Ciclista                | Pos                    |
| 1                      | Robert Stannard (AUS)   | 19è                    |
| 2                      | Dries De Bondt (BEL)    | 67è                    |
| 3                      | Timo Kielich (BEL)      | 25è                    |
| 4                      | Stefano Oldani (ITA)    | 28è                    |
| 5                      | Kristian Sbaragli (ITA) | 30è                    |
| 6                      | Gianni Vermeersch (BEL) | 17è                    |
| 7                      | Xandro Meurisse (BEL)   | 5è                     |

| AG2R Citroën Team ACT | AG2R Citroën Team ACT   | AG2R Citroën Team ACT |
| --------------------- | ----------------------- | --------------------- |
| Núm                   | Ciclista                | Pos                   |
| 11                    | Greg Van Avermaet (BEL) | 18è                   |
| 12                    | Franck Bonnamour (FRA)  | 29è                   |
| 13                    | Paul Lapeira (FRA)      | 15è                   |
| 14                    | Marc Sarreau (FRA)      | DNF-5                 |
| 15                    | Damien Touzé (FRA)      | 31è                   |
| 16                    | Antoine Raugel (FRA)    | DNF-5                 |
| 17                    | Clément Venturini (FRA) | 42è                   |

| Cofidis COF | Cofidis COF               | Cofidis COF |
| ----------- | ------------------------- | ----------- |
| Núm         | Ciclista                  | Pos         |
| 21          | Jelle Wallays (BEL)       | DNF-5       |
| 22          | Simone Consonni (ITA)     | DNF-5       |
| 23          | Alexandre Delettre (FRA)  | 32è         |
| 24          | Eddy Finé (FRA)           | 55è         |
| 25          | Axel Mariault (FRA)       | 35è         |
| 26          | Christophe Noppe (BEL)    | 69è         |
| 27          | Pierre-Luc Périchon (FRA) | 7è          |

| Groupama-FDJ GFC | Groupama-FDJ GFC          | Groupama-FDJ GFC |
| ---------------- | ------------------------- | ---------------- |
| Núm              | Ciclista                  | Pos              |
| 31               | Jake Stewart (GBR)        | 33è              |
| 32               | Bruno Armirail (FRA)      | 58è              |
| 33               | Ignatas Konovalovas (LTU) | 66è              |
| 34               | Fabian Lienhard (SUI)     | 43è              |
| 35               | Enzo Paleni (FRA)         | 26è              |
| 36               | Laurence Pithie (NZL)     | 49è              |
| 37               | Miles Scotson (AUS)       | NP-3             |

| Lotto Dstny LTD | Lotto Dstny LTD          | Lotto Dstny LTD |
| --------------- | ------------------------ | --------------- |
| Núm             | Ciclista                 | Pos             |
| 41              | Arnaud De Lie (BEL)      | 27è             |
| 42              | Axel De Lie (BEL)        | DNF-5           |
| 43              | Cedric Beullens (BEL)    | 48è             |
| 44              | Jarrad Drizners (AUS)    | 68è             |
| 45              | Sébastien Grignard (BEL) | 62è             |
| 46              | Arjen Livyns (BEL)       | 46è             |
| 47              | Brent Van Moer (BEL)     | 3r              |

| Ineos Grenadiers IGD | Ineos Grenadiers IGD         | Ineos Grenadiers IGD |
| -------------------- | ---------------------------- | -------------------- |
| Núm                  | Ciclista                     | Pos                  |
| 51                   | Filippo Ganna (ITA) (crono)  | 1r                   |
| 52                   | Lucas Plapp (AUS) (ruta)     | DNF-5                |
| 53                   | Luke Rowe (GBR)              | 70è                  |
| 54                   | Ben Swift (GBR)              | 72è                  |
| 55                   | Connor Swift (GBR)           | 4t                   |
| 56                   | Joshua Tarling (GBR) (crono) | 2n                   |
| 57                   | Elia Viviani (ITA)           | DNF-5                |

| Intermarché-Circus-Wanty ICW | Intermarché-Circus-Wanty ICW | Intermarché-Circus-Wanty ICW |
| ---------------------------- | ---------------------------- | ---------------------------- |
| Núm                          | Ciclista                     | Pos                          |
| 61                           | Sven Erik Bystrøm (NOR)      | DNF-2                        |
| 62                           | Aimé De Gendt (BEL)          | 22è                          |
| 63                           | Arne Marit (BEL)             | DNF-5                        |
| 64                           | Laurens Huys (BEL)           | 59è                          |
| 65                           | Laurenz Rex (BEL)            | DNF-5                        |
| 66                           | Loïc Vliegen (BEL)           | 16è                          |
| 67                           | Lorenzo Rota (ITA)           | 13è                          |

| Lidl-Trek LTK | Lidl-Trek LTK                        | Lidl-Trek LTK |
| ------------- | ------------------------------------ | ------------- |
| Núm           | Ciclista                             | Pos           |
| 71            | Filippo Baroncini (ITA)              | 9è            |
| 72            | Amanuel Gebrezgabihier (ERI) (crono) | 63è           |
| 73            | Daan Hoole (NED)                     | 57è           |
| 74            | Bauke Mollema (NED)                  | 8è            |
| 75            | Thibau Nys (BEL)                     | 44è           |
| 76            | Edward Theuns (BEL)                  | 20è           |
| 77            | Mathias Vacek (CZE) (ruta)           | DNF-3         |

| Soudal Quick-Step SOQ | Soudal Quick-Step SOQ   | Soudal Quick-Step SOQ |
| --------------------- | ----------------------- | --------------------- |
| Núm                   | Ciclista                | Pos                   |
| 81                    | Davide Ballerini (ITA)  | NP-4                  |
| 82                    | Andrea Bagioli (ITA)    | 12è                   |
| 83                    | Jannik Steimle (GER)    | 51è                   |
| 84                    | Mauro Schmid (SUI)      | 10è                   |
| 85                    | Stan Van Tricht (BEL)   | 39è                   |
| 86                    | Florian Sénéchal (FRA)  | 14è                   |
| 87                    | Mauri Vansevenant (BEL) | 24è                   |

| Arkéa-Samsic ARK | Arkéa-Samsic ARK         | Arkéa-Samsic ARK |
| ---------------- | ------------------------ | ---------------- |
| Núm              | Ciclista                 | Pos              |
| 91               | Ewen Costiou (FRA)       | DNF-3            |
| 92               | Thibault Guernalec (FRA) | 6è               |
| 93               | Michel Ries (LUX)        | DNF-1            |
| 94               | Mathis Le Berre (FRA)    | 38è              |
| 96               | Alan Riou (FRA)          | DNF-5            |

| Bingoal WB BWB | Bingoal WB BWB         | Bingoal WB BWB |
| -------------- | ---------------------- | -------------- |
| Núm            | Ciclista               | Pos            |
| 101            | Ceriel Desal (BEL)     | 64è            |
| 102            | Johan Meens (BEL)      | 61è            |
| 103            | Dimitri Peyskens (BEL) | DNF-3          |
| 104            | Ludovic Robeet (BEL)   | DNF-5          |
| 105            | Marco Tizza (ITA)      | 47è            |
| 106            | Luca Van Boven (BEL)   | 50è            |
| 107            | Kenneth Van Rooy (BEL) | 37è            |

| Israel-Premier Tech IPT | Israel-Premier Tech IPT | Israel-Premier Tech IPT |
| ----------------------- | ----------------------- | ----------------------- |
| Núm                     | Ciclista                | Pos                     |
| 111                     | Omer Goldstein (ISR)    | 23è                     |
| 112                     | Reto Hollenstein (SUI)  | 36è                     |
| 113                     | Ben Hermans (BEL)       | DNF-2                   |
| 114                     | Giacomo Nizzolo (ITA)   | DNF-5                   |
| 115                     | Jens Reynders (BEL)     | 45è                     |
| 116                     | Stephen Williams (GBR)  | 60è                     |
| 117                     | Tom Van Asbroeck (BEL)  | 40è                     |

| Team Flanders-Baloise TFB | Team Flanders-Baloise TFB | Team Flanders-Baloise TFB |
| ------------------------- | ------------------------- | ------------------------- |
| Núm                       | Ciclista                  | Pos                       |
| 121                       | Jenno Berckmoes (BEL)     | 21è                       |
| 122                       | Vito Braet (BEL)          | DNF-5                     |
| 123                       | Alex Colman (BEL)         | DNF-5                     |
| 124                       | Sander De Pestel (BEL)    | 41è                       |
| 125                       | Gilles De Wilde (BEL)     | DNF                       |
| 126                       | Aaron Van Poucke (BEL)    | 34è                       |
| 127                       | Ward Vanhoof (BEL)        | DNF-5                     |

| Uno-X Pro Cycling Team UXT | Uno-X Pro Cycling Team UXT   | Uno-X Pro Cycling Team UXT |
| -------------------------- | ---------------------------- | -------------------------- |
| Núm                        | Ciclista                     | Pos                        |
| 131                        | Louis Bendixen (DEN)         | DNF-5                      |
| 132                        | Erlend Blikra (NOR)          | DNF-5                      |
| 133                        | Martin Bugge Urianstad (NOR) | 54è                        |
| 134                        | Tord Gudmestad (NOR)         | DNF-5                      |
| 135                        | Ådne Holter (NOR)            | DNF-5                      |
| 136                        | Sakarias Koller Løland (NOR) | 71è                        |
| 137                        | Niklas Larsen (DEN)          | 11è                        |

| Baloise Trek Lions TBL | Baloise Trek Lions TBL  | Baloise Trek Lions TBL |
| ---------------------- | ----------------------- | ---------------------- |
| Núm                    | Ciclista                | Pos                    |
| 141                    | Pim Ronhaar (NED)       | 53è                    |
| 142                    | Lars van der Haar (NED) | 52è                    |
| 143                    | Joris Nieuwenhuis (NED) | 56è                    |
| 145                    | Olivier Godfroid (BEL)  | DNF-5                  |
| 146                    | Daan Mariën (BEL)       | 65è                    |
| 147                    | Ward Huybs (BEL)        | DNF-5                  |

| Matériel-vélo.com GDM | Matériel-vélo.com GDM       | Matériel-vélo.com GDM |
| --------------------- | --------------------------- | --------------------- |
| Núm                   | Ciclista                    | Pos                   |
| 151                   | Alessandro Tuscano (BEL)    | FC-4                  |
| 152                   | Robbe De Ryck (BEL)         | DNF-5                 |
| 153                   | Enrico Dhaeye (BEL)         | DNF-5                 |
| 154                   | Gleb Karpenko (EST)         | DNF-5                 |
| 155                   | Alexandre Kess (LUX)        | DNF-5                 |
| 156                   | Tristan Scherpenbergh (BEL) | DNF-5                 |
| 157                   | Theo Bonnet (BEL)           | DNF-5                 |

| Nice Métropole Côte d'Azur NMC | Nice Métropole Côte d'Azur NMC | Nice Métropole Côte d'Azur NMC |
| ------------------------------ | ------------------------------ | ------------------------------ |
| Núm                            | Ciclista                       | Pos                            |
| 161                            | Jonathan Couanon (FRA)         | DNF-5                          |
| 162                            | Damien Girard (FRA)            | DNF-5                          |
| 163                            | Paul Hennequin (FRA)           | NP-4                           |
| 164                            | Maxime Urruty (FRA)            | DNF-5                          |
| 165                            | Jean-Louis Le Ny (FRA)         | DNF-5                          |
| 166                            | Andrea Mifsud                  | DNF-5                          |
| 167                            | Axel Narbonne-Zuccarelli (FRA) | DNF-5                          |

| Alpecin-Deceuninck ADC | Alpecin-Deceuninck ADC  | Alpecin-Deceuninck ADC |
| ---------------------- | ----------------------- | ---------------------- |
| Núm                    | Ciclista                | Pos                    |
| 1                      | Robert Stannard (AUS)   | 19è                    |
| 2                      | Dries De Bondt (BEL)    | 67è                    |
| 3                      | Timo Kielich (BEL)      | 25è                    |
| 4                      | Stefano Oldani (ITA)    | 28è                    |
| 5                      | Kristian Sbaragli (ITA) | 30è                    |
| 6                      | Gianni Vermeersch (BEL) | 17è                    |
| 7                      | Xandro Meurisse (BEL)   | 5è                     |

| AG2R Citroën Team ACT | AG2R Citroën Team ACT   | AG2R Citroën Team ACT |
| --------------------- | ----------------------- | --------------------- |
| Núm                   | Ciclista                | Pos                   |
| 11                    | Greg Van Avermaet (BEL) | 18è                   |
| 12                    | Franck Bonnamour (FRA)  | 29è                   |
| 13                    | Paul Lapeira (FRA)      | 15è                   |
| 14                    | Marc Sarreau (FRA)      | DNF-5                 |
| 15                    | Damien Touzé (FRA)      | 31è                   |
| 16                    | Antoine Raugel (FRA)    | DNF-5                 |
| 17                    | Clément Venturini (FRA) | 42è                   |

| Cofidis COF | Cofidis COF               | Cofidis COF |
| ----------- | ------------------------- | ----------- |
| Núm         | Ciclista                  | Pos         |
| 21          | Jelle Wallays (BEL)       | DNF-5       |
| 22          | Simone Consonni (ITA)     | DNF-5       |
| 23          | Alexandre Delettre (FRA)  | 32è         |
| 24          | Eddy Finé (FRA)           | 55è         |
| 25          | Axel Mariault (FRA)       | 35è         |
| 26          | Christophe Noppe (BEL)    | 69è         |
| 27          | Pierre-Luc Périchon (FRA) | 7è          |

| Groupama-FDJ GFC | Groupama-FDJ GFC          | Groupama-FDJ GFC |
| ---------------- | ------------------------- | ---------------- |
| Núm              | Ciclista                  | Pos              |
| 31               | Jake Stewart (GBR)        | 33è              |
| 32               | Bruno Armirail (FRA)      | 58è              |
| 33               | Ignatas Konovalovas (LTU) | 66è              |
| 34               | Fabian Lienhard (SUI)     | 43è              |
| 35               | Enzo Paleni (FRA)         | 26è              |
| 36               | Laurence Pithie (NZL)     | 49è              |
| 37               | Miles Scotson (AUS)       | NP-3             |

| Lotto Dstny LTD | Lotto Dstny LTD          | Lotto Dstny LTD |
| --------------- | ------------------------ | --------------- |
| Núm             | Ciclista                 | Pos             |
| 41              | Arnaud De Lie (BEL)      | 27è             |
| 42              | Axel De Lie (BEL)        | DNF-5           |
| 43              | Cedric Beullens (BEL)    | 48è             |
| 44              | Jarrad Drizners (AUS)    | 68è             |
| 45              | Sébastien Grignard (BEL) | 62è             |
| 46              | Arjen Livyns (BEL)       | 46è             |
| 47              | Brent Van Moer (BEL)     | 3r              |

| Ineos Grenadiers IGD | Ineos Grenadiers IGD         | Ineos Grenadiers IGD |
| -------------------- | ---------------------------- | -------------------- |
| Núm                  | Ciclista                     | Pos                  |
| 51                   | Filippo Ganna (ITA) (crono)  | 1r                   |
| 52                   | Lucas Plapp (AUS) (ruta)     | DNF-5                |
| 53                   | Luke Rowe (GBR)              | 70è                  |
| 54                   | Ben Swift (GBR)              | 72è                  |
| 55                   | Connor Swift (GBR)           | 4t                   |
| 56                   | Joshua Tarling (GBR) (crono) | 2n                   |
| 57                   | Elia Viviani (ITA)           | DNF-5                |

| Intermarché-Circus-Wanty ICW | Intermarché-Circus-Wanty ICW | Intermarché-Circus-Wanty ICW |
| ---------------------------- | ---------------------------- | ---------------------------- |
| Núm                          | Ciclista                     | Pos                          |
| 61                           | Sven Erik Bystrøm (NOR)      | DNF-2                        |
| 62                           | Aimé De Gendt (BEL)          | 22è                          |
| 63                           | Arne Marit (BEL)             | DNF-5                        |
| 64                           | Laurens Huys (BEL)           | 59è                          |
| 65                           | Laurenz Rex (BEL)            | DNF-5                        |
| 66                           | Loïc Vliegen (BEL)           | 16è                          |
| 67                           | Lorenzo Rota (ITA)           | 13è                          |

| Lidl-Trek LTK | Lidl-Trek LTK                        | Lidl-Trek LTK |
| ------------- | ------------------------------------ | ------------- |
| Núm           | Ciclista                             | Pos           |
| 71            | Filippo Baroncini (ITA)              | 9è            |
| 72            | Amanuel Gebrezgabihier (ERI) (crono) | 63è           |
| 73            | Daan Hoole (NED)                     | 57è           |
| 74            | Bauke Mollema (NED)                  | 8è            |
| 75            | Thibau Nys (BEL)                     | 44è           |
| 76            | Edward Theuns (BEL)                  | 20è           |
| 77            | Mathias Vacek (CZE) (ruta)           | DNF-3         |

| Soudal Quick-Step SOQ | Soudal Quick-Step SOQ   | Soudal Quick-Step SOQ |
| --------------------- | ----------------------- | --------------------- |
| Núm                   | Ciclista                | Pos                   |
| 81                    | Davide Ballerini (ITA)  | NP-4                  |
| 82                    | Andrea Bagioli (ITA)    | 12è                   |
| 83                    | Jannik Steimle (GER)    | 51è                   |
| 84                    | Mauro Schmid (SUI)      | 10è                   |
| 85                    | Stan Van Tricht (BEL)   | 39è                   |
| 86                    | Florian Sénéchal (FRA)  | 14è                   |
| 87                    | Mauri Vansevenant (BEL) | 24è                   |

| Arkéa-Samsic ARK | Arkéa-Samsic ARK         | Arkéa-Samsic ARK |
| ---------------- | ------------------------ | ---------------- |
| Núm              | Ciclista                 | Pos              |
| 91               | Ewen Costiou (FRA)       | DNF-3            |
| 92               | Thibault Guernalec (FRA) | 6è               |
| 93               | Michel Ries (LUX)        | DNF-1            |
| 94               | Mathis Le Berre (FRA)    | 38è              |
| 96               | Alan Riou (FRA)          | DNF-5            |

| Bingoal WB BWB | Bingoal WB BWB         | Bingoal WB BWB |
| -------------- | ---------------------- | -------------- |
| Núm            | Ciclista               | Pos            |
| 101            | Ceriel Desal (BEL)     | 64è            |
| 102            | Johan Meens (BEL)      | 61è            |
| 103            | Dimitri Peyskens (BEL) | DNF-3          |
| 104            | Ludovic Robeet (BEL)   | DNF-5          |
| 105            | Marco Tizza (ITA)      | 47è            |
| 106            | Luca Van Boven (BEL)   | 50è            |
| 107            | Kenneth Van Rooy (BEL) | 37è            |

| Israel-Premier Tech IPT | Israel-Premier Tech IPT | Israel-Premier Tech IPT |
| ----------------------- | ----------------------- | ----------------------- |
| Núm                     | Ciclista                | Pos                     |
| 111                     | Omer Goldstein (ISR)    | 23è                     |
| 112                     | Reto Hollenstein (SUI)  | 36è                     |
| 113                     | Ben Hermans (BEL)       | DNF-2                   |
| 114                     | Giacomo Nizzolo (ITA)   | DNF-5                   |
| 115                     | Jens Reynders (BEL)     | 45è                     |
| 116                     | Stephen Williams (GBR)  | 60è                     |
| 117                     | Tom Van Asbroeck (BEL)  | 40è                     |

| Team Flanders-Baloise TFB | Team Flanders-Baloise TFB | Team Flanders-Baloise TFB |
| ------------------------- | ------------------------- | ------------------------- |
| Núm                       | Ciclista                  | Pos                       |
| 121                       | Jenno Berckmoes (BEL)     | 21è                       |
| 122                       | Vito Braet (BEL)          | DNF-5                     |
| 123                       | Alex Colman (BEL)         | DNF-5                     |
| 124                       | Sander De Pestel (BEL)    | 41è                       |
| 125                       | Gilles De Wilde (BEL)     | DNF                       |
| 126                       | Aaron Van Poucke (BEL)    | 34è                       |
| 127                       | Ward Vanhoof (BEL)        | DNF-5                     |

| Uno-X Pro Cycling Team UXT | Uno-X Pro Cycling Team UXT   | Uno-X Pro Cycling Team UXT |
| -------------------------- | ---------------------------- | -------------------------- |
| Núm                        | Ciclista                     | Pos                        |
| 131                        | Louis Bendixen (DEN)         | DNF-5                      |
| 132                        | Erlend Blikra (NOR)          | DNF-5                      |
| 133                        | Martin Bugge Urianstad (NOR) | 54è                        |
| 134                        | Tord Gudmestad (NOR)         | DNF-5                      |
| 135                        | Ådne Holter (NOR)            | DNF-5                      |
| 136                        | Sakarias Koller Løland (NOR) | 71è                        |
| 137                        | Niklas Larsen (DEN)          | 11è                        |

| Baloise Trek Lions TBL | Baloise Trek Lions TBL  | Baloise Trek Lions TBL |
| ---------------------- | ----------------------- | ---------------------- |
| Núm                    | Ciclista                | Pos                    |
| 141                    | Pim Ronhaar (NED)       | 53è                    |
| 142                    | Lars van der Haar (NED) | 52è                    |
| 143                    | Joris Nieuwenhuis (NED) | 56è                    |
| 145                    | Olivier Godfroid (BEL)  | DNF-5                  |
| 146                    | Daan Mariën (BEL)       | 65è                    |
| 147                    | Ward Huybs (BEL)        | DNF-5                  |

| Matériel-vélo.com GDM | Matériel-vélo.com GDM       | Matériel-vélo.com GDM |
| --------------------- | --------------------------- | --------------------- |
| Núm                   | Ciclista                    | Pos                   |
| 151                   | Alessandro Tuscano (BEL)    | FC-4                  |
| 152                   | Robbe De Ryck (BEL)         | DNF-5                 |
| 153                   | Enrico Dhaeye (BEL)         | DNF-5                 |
| 154                   | Gleb Karpenko (EST)         | DNF-5                 |
| 155                   | Alexandre Kess (LUX)        | DNF-5                 |
| 156                   | Tristan Scherpenbergh (BEL) | DNF-5                 |
| 157                   | Theo Bonnet (BEL)           | DNF-5                 |

| Nice Métropole Côte d'Azur NMC | Nice Métropole Côte d'Azur NMC | Nice Métropole Côte d'Azur NMC |
| ------------------------------ | ------------------------------ | ------------------------------ |
| Núm                            | Ciclista                       | Pos                            |
| 161                            | Jonathan Couanon (FRA)         | DNF-5                          |
| 162                            | Damien Girard (FRA)            | DNF-5                          |
| 163                            | Paul Hennequin (FRA)           | NP-4                           |
| 164                            | Maxime Urruty (FRA)            | DNF-5                          |
| 165                            | Jean-Louis Le Ny (FRA)         | DNF-5                          |
| 166                            | Andrea Mifsud                  | DNF-5                          |
| 167                            | Axel Narbonne-Zuccarelli (FRA) | DNF-5                          |